# 國際血液治療和移植工程學會
國際血液治療和移植工程學會（英語：The International Society for Hematotherapy and Graft Engineering）是一個非牟利的科學學會。

## 历史
它於1992年成立，是國際血液和細胞療法医生的交流平臺。該學會有超過1100名頂尖的會員，來自北美洲、東亞、歐洲等地區。

## 外部連結
- （英文） 國際血液治療和移植工程學會 （页面存档备份，存于） - 官方網站
- （英文） 通過流式細胞術測定CD34+細胞的指引 （页面存档备份，存于） - 國立衛生研究院論文